# Império do Espírito Santo da Calheta

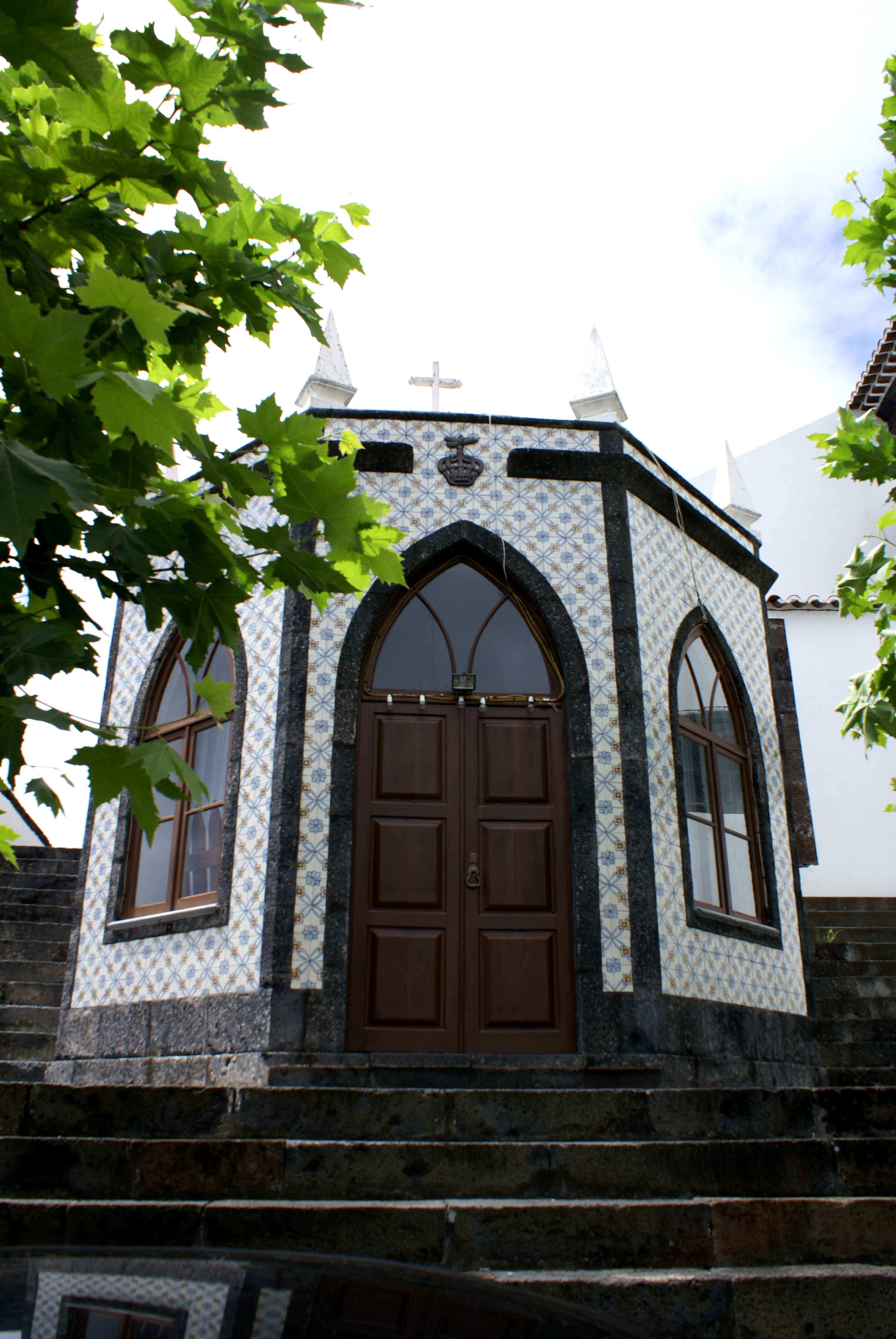
Império do Espírito Santo da Calheta.

O Império do Espírito Santo da Calheta é um Império do Espírito Santo português localizado no concelho da Calheta, ilha de São Jorge.
Este império foi edificado num patamar dos degraus localizados na parte traseira da Igreja de Santa Catarina.
O Império do Espírito Santo da Calheta apresenta uma arquitectura bastante incomum relativamente à usualmente utilizada nos impérios açorianos ao apresentar-se como um torre neo-gótica, embora forrada a azulejos multicoloridos.